# Rhynchocalyx lawsonioides
Espèce
Statut de conservation UICN

 NT  : Quasi menacé
Rhynchocalyx lawsonioides est une espèce de plantes à fleurs de la famille des Penaeaceae. C'est un petit arbre dénommé également Needle Bush en anglais.

## Taxonomie
C'est la seule espèce du genre Rhynchocalyx. Il avait également été auparavant considéré comme la seule espèce de la famille monogénérique des Rhynchocalycaceae, mais est maintenant inclus dans la famille élargie des Penaeaceae avec Olinia (anciennement des Oliniaceae). sous le système APG III de classification. Rhynchocalyx est endémique à l'écorégion de la mosaïque forestière côtière du KwaZulu-Cape de la province du Natal et du Cap-Oriental de l'Afrique du Sud.

## Étymologie
Le nom vient du genre Rhynchocalyx, qui vient du grec ῥύγχος (rhúnkhos) « museau » et κάλυξ (kálux) « enveloppe d'une fleur », sans doute en référence à la forme des fleurs.

## Répartition
Ce taxon se rencontre dans le pays suivant : Afrique du Sud.

## Systématique
Le nom correct complet (avec auteur) de ce taxon est Rhynchocalyx lawsonioides Oliv..